# Guldfranc

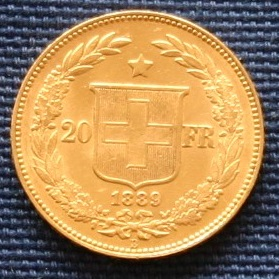
20 guldfrancs från Schweiz 1889, då medlem av LMU.

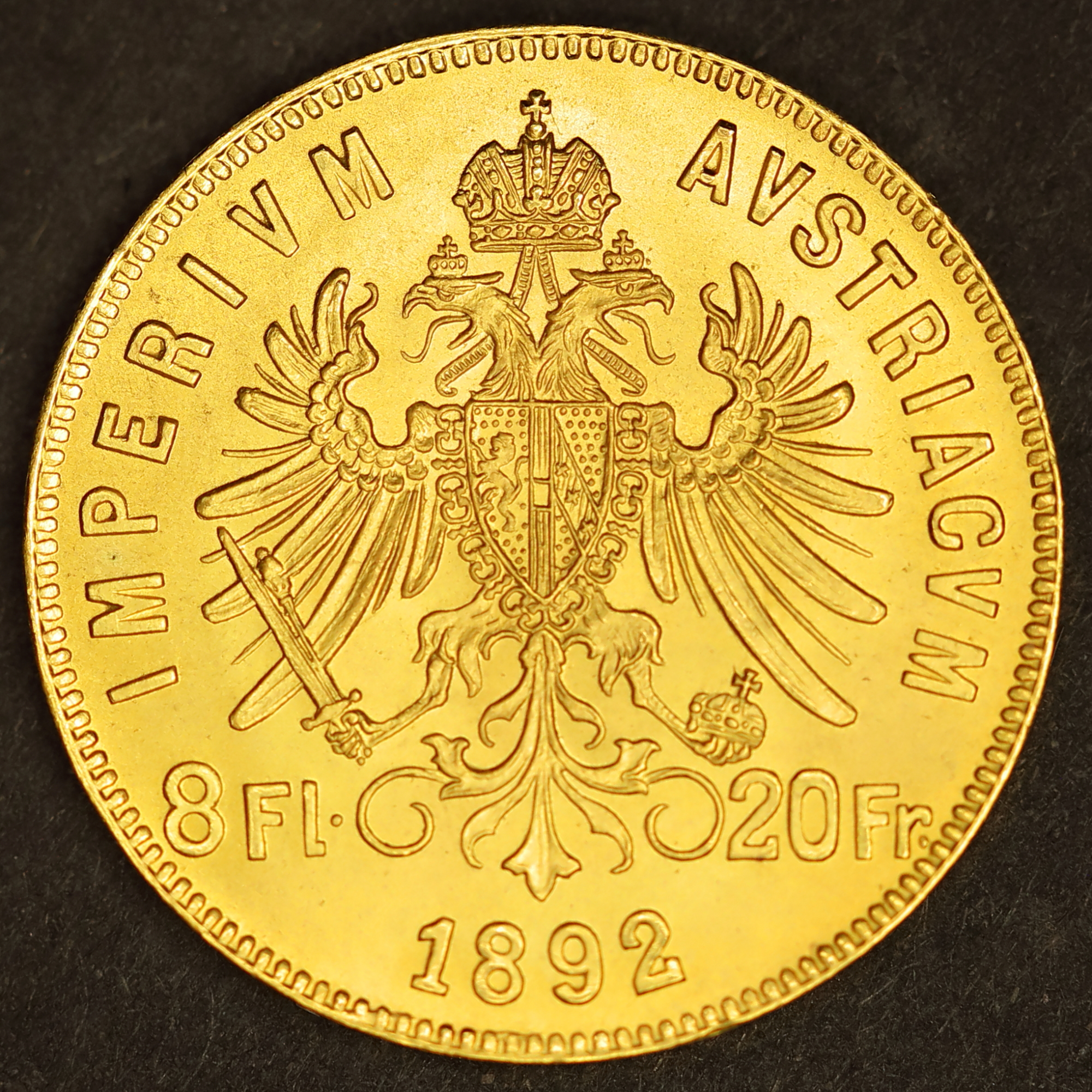
20 guldfrancs från Österrike-Ungern 1892, icke medlem av LMU.

Guldfranc var en internationell fiktiv valutaenhet som byggde på guldvärde istället för nationella valutor, i bruk från 1930 av Bank for International Settlements och från april 2003 ersatt av Särskilda dragningsrätter. Den hade använts redan från 1865 i Latinska myntunionen och från 1920 för internationella penningöverföringar såsom postanvisningar och har också använts för att ange försäkringsvärdet för utrikes assurerade försändelser. 
Enheten användes vid avtal om internationella betalningar som skulle gälla framåt i tid oavsett ekonomiskt konjunkturläge, men betalning skedde efter omräkning i nationella valutor. 
Innan euro infördes helt 2002 var franc den nationella valutan i Frankrike och grunden för begreppet guldfranc, men sedan slutet av 1920-talet inte kopplad till värdet på guldfranc. En sådan guldmyntsreferens, franc germinal, infördes 1803, innehållande 0,29 gram rent guld (0,3225 g av finhet 900/1000). Napoleonmyntet på 20 franc vägde 6,45 g.

Guldfranc kan också definieras som en vikt av 10/31 gram (0,3225778 g) och 0,900 finhet.

Denna var myntfot i Latinska myntunionen (1865-1926), parallellt med silver (bimetallism) värderat till 1:15,5 mot guldfranc, dvs 5,00 gram. Sådana mynt präglades och användes även utanför unionen. 1873 definierade LMU en guldfranc som 0,290322581 g rent guld.
En guldfranc typ Poincaréfranc från 1928 är 1/5 av franc germinal och motsvarar 65,5 milligram guld av 0,900 finhet (58,95 mg rent guld). Den infördes under en tid av stora ekonomiska problem i Frankrike och fallande värde på valutan i förhållande till omvärlden. Under den tyska ockupationen användes Reichsmark som myntfot och efter andra världskriget gjordes valutareformer efter hög inflation.
I internationella avtal finns ofta inskrivet hur en guldfranc ska uppfattas definierad. Warszawakonventionen (en) från 1929 baseras ersättning för skada enligt värdering i Poincaréfranc.
Från 1979 övergick BIS till att fixera guldfranc till ett fast guldpris om 208 USD per uns, och således blev en guldfranc lika med 1,941 USD.
Exempel på användningsområden var internationell kommunikation enligt ITU:s avtal och skadeersättningar mellan internationella parter.

## Francs i andra länder
Ett flertal av de franskspråkiga länderna har använt franc som valuta. I vissa har historiskt även guldmynt präglats, vilka kan kallas guldfranc.

### Schweiz
Ett nytt mynt, 1 guldfranc som liknar euron, har föreslagits 2011. Det innehåller 0,1 g rent guld och skulle kosta 4 vanliga schweizerfranc men har inte auktoriserats.